# Alternativa za Njemačku
Alternativa za Njemačku (njem. Alternative für Deutschland, AfD) njemačka je krajnje desna politička stranka osnovana 6. veljače 2013. godine. Savezni ured za zaštitu ustava (Bundesamt für Verfassungsschutz), njemačka domaća obavještajna agencija, klasificirala je stranku kao "potvrđeni desničarsko-ekstremistički poduhvat". Prije ove klasifikacije, neki znanstvenici opisivali su je i kao desno-populističku te nacionalno-konzervativnu.
Nekoliko državnih ogranaka i frakcija AfD-a povezivano je ili optuživano za veze s krajnje desnim nacionalističkim i zabranjenim pokretima, poput PEGIDA-e i  Neue Rechte (Nova desnica) Optuživani su za korištenje povijesnog revizionizma i ksenofobne retorike. Od 2018. godine pod nadzorom su različitih pokrajinskih ureda za zaštitu ustava. Vodstvo AfD-a negiralo je da je stranka rasistička i bilo je interno podijeljeno oko podrške takvim skupinama. U siječnju 2022., nakon neuspjele unutarstranačke borbe, tadašnji predsjednik stranke Jörg Meuthen podnio je ostavku i napustio AfD, navodeći da se stranka pomaknula daleko udesno s totalitarnim obilježjima te da u velikoj mjeri više nije utemeljena na slobodnom demokratskom poretku. Bivši predsjednik i suosnivač AfD-a, Bernd Lucke, napustio je stranku 2015. godine uz istu primjedbu.
Stranka je populistička, euroskeptična, proruski orijentirana i najviše se protivi imigraciji, posebice imigraciji muslimana te širenju islamskog utjecaja. Također se protivi euru i istospolnim brakovima, poriče klimatske promjene te zagovara bolju suradnju s Rusijom.
Alternativa za Njemačku treća je najbrojnija stranka po zastupljenosti i ujedno najjača oporbena stranka u njemačkom parlamentu (Bundestagu), a podrška joj, zbog bavljenja iznimno aktualnim političkim pitanjima Njemačke, iz godine u godinu raste. AfD je posebno popularan u istočnom dijelu Njemačke (savezne države Brandenburg, Tiringija, Saska, Saska-Anhalt), gdje je druga najpopularnija politička opcija. Osim u državama na samom istoku Njemačke stranka uživa znatnu potporu i u saveznim državama Bavarskoj, Baden-Württembergu, Mecklenburg-Zapadnom Pomorju te u Saveznom glavnom gradu Berlinu.

## Povijest
U rujnu 2012. nekoliko osoba koje su bile u svezi s demokršćanskom strankom CDU u skupini Wahlalternative 2013 (hr. Izborna alternativa 2013.) održalo je sastanak. U manifestu su inicijatori – Alexander Gauland, Bernd Lucke, Konrad Adam i Gerd Robanus – uputili žestoku kritiku njemačkoj vladi da loše upravljaju eurokrizom. Skupina je ubrzo dobila podršku naprednih ekonomista, novinara i poslodavaca. Poslije neuspjelog pokušaja suradnje s manjim regionalnim strankama, skupina je službeno osnovala političku stranku u travnju 2013., kada je održan prvi kongres u Berlinu.

## Politika
Iako AfD ima širok politički program koji pokriva veliki broj različitih oblasti, valutna politika i pogled na Euro su uglavnom bili u fokusu. U izbornom manifestu koji je prihvaćen na stranačkom kongresu u prvoj točki stoji zahtjev "organiziranog razlaza eurozone". Umjesto toga AfD želi ponovo uvesti nacionalne valute, ili omogućiti stvaranje "manjih i stabilnijih" valutnih zona, i da se tzv. paketi pomoći posrnulim ekonomijama financiraju banke, hedgefondovi i druge privatne institucije, a ne porezni obveznici. Same banke prema njihovom programu trebaju same pokrivati svoje gubitke u slučaju krize umjesto da ih država "spašava".'

### Definicija braka i feminizam
Stranka se protivi istospolnim brakovima, ističući kako je brak zajednica muškarca i žene. Nakon što je u Bundestagu 2017. legalizirana istospolna bračna zajednica i omogućeno usvajanje istospolnim bračnim partnerima, čelništvo stranke zaprijetilo je ustavnom tužbom. Jednako tako su pozvali Nijemce da na predstojećim izborima odbace parlamentarce koji su glasali za legalizaciju istospolnih brakova. Politički suparnici nerijetko optužuju AfD za homofobiju, a sama stranka odbacuje takve tvrdnje jer je i jedna od čelnica stranke Alice Weidel javno deklarirana lezbijka. Weidel se također protivi istospolnoj bračnoj zajednici i smatra da su homoseksualnim osobama koje stupaju u civilno partnerstvo sva prava osigurana.

## Unutarnji sukobi
Sukobi unutar AfD oslikavali su borbu između različitih frakcija koje su imale različita mišljenja o pitanjima poput imigracijske politike i kako se stranka treba postaviti prema prosvjednom protuislamističkom pokretu Pegidi. Borbe doživljavaju kulminaciju tijekom stranačkog kongresa u Essenu u ljeto 2015. Dotadašnji predsjednik stranke Bernd Lucke je smijenjen tijekom kongresa 4. srpnja, a na njegovo mjesto dolazi Frauke Petry, iz stranačke konzervativne falange.
 Izbor Petry za stranačkog vođu protumačen je kao zaokret u desno i poslije toga veća pozornost se daje pitanjima poput imigracije, islama i jačih odnosa s Rusijom.
Pet od sedam AfG-ovih Europarlamentaraca napušta 7. srpnja stranku zbog prosvjeda prema novom stranačkom vođi. Dan poslije i sam Bernd Lucke, koji se tijekom svog predsjedničkog mandata uglavnom usredotočio na pitanje Eurozone, da i on napušta AfD reagirajući na taj način na neprijateljsku politiku prema stranicima i proruskim potezima unutar novog stranačkog vodstva. Lucke je osnovao drugu stranku 19. srpnja, Allianz für Fortschritt und Aufbruch (hr. Savez za napredak i obnovu).

## Popularnost i izborni rezultati
Alternativa za Njemačku najjača je u područjima bivše komunističke Njemačke Demokratske Republike (Istočna Njemačka), posebice u saveznim državama Saska, Tiringija i Saska-Anhalt. Razlozi za to velikim su dijelom ekonomska i integracijska pitanja koja i dalje postoje nakon ponovnog ujedinjenja Njemačke, kao i percipirana sklonost istočnonjemačkih glasača prema vladavini čvrste ruke. Osim u državama na istoku, stranka uživa znatnu potporu i u saveznim državama Bavarskoj i Baden-Württembergu.
Na saveznim izborima 2021. godine, AfD je pao s trećeg na peto mjesto po broju zastupnika u Bundestagu, ali je ostvario rast u saveznim državama koje su bile u sastavu bivše Istočne Njemačke. U bivšem Istočnom Berlinu zauzeo je drugo mjesto iza SPD-a s 20,5% glasova, dok je u zapadnom dijelu grada bio peti s 8,4% glasova.
Na saveznim izborima 2025. godine, AfD je ostvario rekordnih 20,8% glasova i završio na drugom mjestu iza CDU/CSU.

## Izbori za Europarlament 2014.
Stranka je osvojila 7,0% glasova u Njemačkoj na izborima za Europski parlament i dobila sedam mandata. Najveću podršku stranka je dobila u saveznim pokrajinama Saskoj 10,1% i Hessenu 9,1 % glasova. Najmanju podrška glasača od 5,4 %, stranka je dobila u pokrajinama Donjaj Saskoj i Sjevernoj Rajni-Vestfaliji.

## Ime stranke
Ime stranke odražava otpor politikama Angele Merkel i njezinom inzistiranju na tkzv. Alternativlosigkeit (hrv. bezalternativnost). Valja još jednom posebno napomenuti da službena kratica stranke nije AFD (što bi se čitalo a-ef-de), već je službena kratica AfD (što se čita aef-de).

## Poznati članovi
- Frauke Petry
- Alice Weidel
- Tino Chrupalla
- Bernd Lucke
- Jörg Meuthen
- Dubravko Mandić

## Vanjske poveznice
- http://www.alternativefuer.de